# 金紋秋田酒造
金紋秋田酒造株式会社 (きんもんあきたしゅぞう) は、秋田県の清酒製造業を行う日本の酒蔵である。日本酒の長期熟成酒を使った商品開発に特徴がある。

## 沿革
- 1936年 - 秋田富士酒造店として創業。
- 1973年 - 金紋秋田酒造株式会社設立。
- 2009年 - IWC（インターナショナルワインチャレンジ）2009にて「山吹1995」が日本酒部門の最高賞であるチャンピオンサケを受賞。
- 2010年 - IWC2010にて「山吹ゴールド」、「山吹プレミアム」がブロンズメダルを受賞。
- 2011年 - IWC2011にて「山吹ゴールド」がゴールドメダル、「山吹1994」がシルバーメダルを受賞（いずれも古酒部門）。

## 製品

### 代表銘柄
- 熟成古酒山吹1995 IWC2009チャンピオンサケ受賞酒
- 熟成古酒山吹1976
- 熟成古酒山吹1993
- 熟成古酒山吹1994 IWC2011シルバーメダル受賞酒
- 熟成古酒山吹ゴールド IWC2011ゴールドメダル受賞酒
- 熟成古酒山吹シルバー
- 熟成古酒山吹（スタンダード）
- 山吹貴醸酒
- 角間川
- 秋田富士
- 金紋秋田
- 七楽
- はつはな
- 十年の旨み
- 黄金の四年完熟酒
- 大吟醸酒 月のしずく
- うまいっしょう
- なまはげの隠し酒
- 悠久の梅 雫
- 古酒で造った梅酒

### 熟成古酒山吹
山吹は山吹1976、山吹1993、山吹1994、山吹1995など数種類が発売されている。
山吹1976は1976年醸造。山吹1993は1993年醸造のいずれもブレンドされていない単体の古酒である。
山吹1994は1988年・1993年・1994年醸造のブレンド。山吹1995は1988年・1993年・1995年醸造のブレンドである。
この他、10年以上の熟成古酒を数種類ブレンドした山吹ゴールド、5～6年熟成古酒を数種類ブレンドした山吹シルバー、4年以上の熟成酒をベースに20年ものをブレンドした山吹（スタンダード）、仕込みに水を使わずに10年以上熟成した古酒仕込んだ山吹貴醸酒が発売されている。
いずれも長期熟成によって色は金色に変化し、味わいはまろやかである。
チャンピオンサケ
2009年9月、ロンドンで行われた国際的なワイン品評会「インターナショナル・ワイン・チャレンジ（IWC）2009」において、山吹1995が「チャンピオンサケ」を受賞した。
IWCのサケ部門は純米酒、純米吟醸酒・純米大吟醸酒、本醸造酒、吟醸酒・大吟醸酒、古酒の5部門からまず金賞が選定され、部門ごとに金賞の中から最優秀のトロフィーが選定された。そして5部門のトロフィーからサケ部門の最高賞チャンピオンサケが選定された。